# Forbestra proceris
Espèce
Forbestra proceris est un insecte lépidoptère  de la famille des Nymphalidae, de la sous-famille des Danainae et du genre Forbestra.

## Dénomination
Forbestra proceris a été décrit par Gustav Weymer en 1883.

### Noms vernaculaires
Forbestra proceris se nomme Proceris Tigerwing en anglais.

## Description
Forbestra proceris est un papillon à corps fin, aux ailes à apex arrondi avec les ailes antérieures bien plus longues que les ailes postérieures. Les ailes sont de couleur orange et ornées de taches marron, avec aux ailes antérieures des taches jaune formant une bande dentelée séparant l'apex. Aux ailes postérieures les taches marron forment d'une part une dentelure marginale et d'autre part une bande dentelée parallèle à cette marge.
Le revers est semblable.

## Écologie et distribution
Aeria proceris est présent au Brésil et au Pérou,.

### Protection
Pas de statut de protection particulier.